# 이관옥
이관옥(李觀玉, 1920년 ~ 1976년)은 소프라노 주자이다. 평안남도 순천(順天) 출생. 일본 무사시노(武藏野)음악학교 본과 성악부 졸업(1938). 같은 해 제1회 독창회를 개최하고, 1940년에 제2회 독창회 개최. 1961년에 매노티 작곡 오페라 <전화> 전곡을 번역 출간한 것을 비롯하여 1962년엔 <가요명곡전집(소프라노)>을 편저하였다. 서울대 음대 교수 역임. 정훈모와 함께 유능한 성악가를 많이 배출했다.